# Густавс Целміньш
Густавс Адольф Целміньш (латис. Gustavs Celmiņš; 1 квітня 1899, Рига — 10 квітня 1968, Сан-Антоніо, Техас) — латвійський політик, ідеолог націоналізму, лідер націоналістичних організацій «Угунскрустс» і «Перконкрустс», наприкінці життя — совєтолог у США.

## Освіта
Густавс Целміньш народився у Ризі у 1899 році. Навчався у Ризькому комерційному училищі, яке закінчив після його евакуації до Москви. Там же у 1917 році почав навчання в евакуйованому туди ж Ризькому політехнічному інституті, але не закінчив курсу через перехід влади до більшовиків.
Після Жовтневого перевороту повернувся до Латвії, де 1929 року захистив кандидатську дисертацію у Латвійському університеті з філології та філософії.

## Початок військово-політичної кар'єри
У 1918 році зарахований до новоствореної латвійської армії разом із соратником Оскара Калпака Миколою Грундманісом, з яким вони згодом також стали засновниками студентської корпорації «Селонія» (Selonija). Вони першими вивісили латвійський національний прапор на будівлі університету (у той час будівля Політехнічного інституту). Попрямував до Цесису, де брав участь у формуванні Цесиської роти. Почав службу рядовим, 22 травня 1919 року отримав підвищення до прапорщика.
Брав участь у війні за незалежність Латвії, у серпні 1919 року отримав звання лейтенанта. У січні 1920 року був призначений заступником військового аташе Латвії у Польщі. У 1921 році отримав орден Лачплесиса.
Пішов з армії у 1924 році, працював у Міністерстві закордонних справ з 1925 до 1927 рік. Став секретарем міністра закордонних справ Латвійської Республіки, а потім працював у Міністерстві фінансів Латвії (1930–1932). Обидва рази був звільнений з політичних мотивів.

## Ідеолог латиського націоналізму
Густав Целміньш шукав способи збільшити свою роль у державній політиці, приєднавшись до «Національного об'єднання» (Nacionālā apvienība) на чолі з Арведом Бергом, засновником латвійського національного консерватизму та «інтелектуального» антисемітизму. Попри швидке зростання популярності цієї сили, Целміньш розумів, що Бергу не вистачає радикалізму.
Після виборів IV Сейму, на яких Бергс не зміг отримати депутатського мандата, Целміньш вирішив взятися за справу сам і створити власну організацію. 5 листопада 1931 року відбулися перші збори організації, яка отримала назву «Угунськрустс/Ugunskrusts» («Вогненний хрест», так називається латиський символ свастики). Збори організував Яніс Гребле для об'єднання колишніх членів Латиського національного клубу. На зборах було вирішено створити організацію «Об'єднання латиського народу» (Latviešu Tautas Apvienība). На пропозицію Густавса Целміньша до цієї назви приєднали слово «Угунськрустс». Статут громадської організації був зареєстрований Ризьким окружним судом 19 січня 1932 року.
У 1932 році він очолив фашистський рух «Угунськрустс/Ugunskrusts», який після заборони було перетворено у 1933 році на «Перконкрустс/Pērkonkrusts» (їх формою були сірі сорочки), заборонену у 1934 році, але продовжувала свою діяльність. Обидві організації ставили за мету національну революцію для радикальної реорганізації суспільства, політики й економіки Латвії з перетворенням їх у державу латишів, беручи за ідеологічну основу італійський фашизм й іспанський фалангізм, при цьому відмовляючись у своїй від соціалістичних елементів у німецькому націонал-соціалізмі. За його словами:
|  | У латиській Латвії питання про меншини не існуватиме… Це означає, що ми беззастережно відмовляємося від буржуазно-ліберальних забобонів з національного питання, відмовляємося від історичної, гуманістичної чи інших обмежень у досягненні єдиної істинної мети — блага народу Латвії. …Ми вважаємо, що єдиним місцем у світі, де можуть жити латиші, є Латвія… Одним словом, у латиській Латвії будуть лише латиші. |

6 січня 1934 року у центрі Риги у кафе на вулиці Брівібас сталося жорстоке зіткнення між перконкрустівцями та летючим загоном ризької префектури. Після цього поліція вилучила з кіосків преси свіжий номер газети цієї партії, у якому «Перконкрустс» обрушився з наклепом на урядовців, які належали до правих партій. Густава Целміньша заарештували 8 січня. 30 січня 1934 року рішенням Ризького окружного суду «Перконкрустс» закрили, а 2 лютого комісія Сейму зажадала вигнати прихильників «Перконкрустса» з айзсаргів. Згодом Целміньш зазначав, що у 1930-х роках «кожен расово здоровий і національно орієнтований латиш» міг бачити занепад парламентської системи та вседозволеність у суспільстві, які й призвели до необхідності появи Перконкрустсу.
Після тоталітарного перевороту Карліса Улманіса Целміньш звинувачував диктатора у тому, що той украв його гасло «Латиська Латвія», але не має плану радикальної реорганізації суспільства — на відміну від Берга, який привітав прихід «довгоочікуваного національно-патріархального авторитарного режиму». Спроби знайти консенсус між Улманісом, Целміньшем і Бергом ще до перевороту зазнали невдачі через різні погляди цих людей. «Перконкрустс» не збирався співпрацювати з авторитарним режимом і пішов у підпілля. Попри те, що у планах «Перконкрустсу» не було захоплення влади, Целміньша та 128 його сподвижників у 1934 році заарештували та засудили до різних термінів ув'язнення, від 4 місяців до трьох років. Целміньш отримав максимальний термін за антидержавну діяльність. В обвинувальному висновку зазначалося: «за членство у незаконній організації, яка займається підбурюванням до непокори законним вимогам державних органів… з метою повалення Латвійського національного уряду й кабінету та захоплення державної влади у свої руки».
Після відбуття покарання у 1937 році Целміньш був висланий із Латвії. Жив в Італії, звідки виїжджав до Польщі, Угорщини, Румунії, Югославії, Туреччини, Німеччини та Естонії, де мав інтенсивні контакти з іншими фашистами. У Румунії зустрічався з Кодряну та його «Залізною гвардією», обговорюючи з ним створення міжнародної фашистської мережі з центром у Швейцарії. У Цюриху прочитав у 1938 році лекцію перед учасниками націонал-соціалістичного «Національного фронту» (Nationale Front) й опублікував статтю про «Перконкрустс» у газеті цієї партії «Фронт» (Die Front). Целміньш відчував сильну схожість між своєю організацією та націонал-соціалістами Швейцарії та Румунії. За даними латвійської політичної поліції, Целміньш навіть розвивав контакти з деякими колами німецьких націонал-соціалістів, але відкинув їхню пропозицію щодо фінансової допомоги, оскільки хотів бути незалежним.
У 1938 році Целміньш писав: «Коли Німеччина заснує нову Європу, тоді у ній не залишиться жодного єврея».
Наприкінці 1938 року він перебрався до Фінляндії, де його давні контакти з маршалом Карлом Густавом Маннергеймом привели його на посаду ад'ютанта капітана Бертіла Нордлунда, командира підрозділу Sisu, який набирав іноземних добровольців під час радянсько-фінської війни.

## Послідовники
Після закінчення фінської війни Целміньш переїхав до нацистської Німеччини, де після закінчення Кенігсберзької спецшколи абверу отримав звання зондерфюрера. У Німеччині до нього приєдналися Евалд Андерсонс, Едмунд Пуксіс й Арвід Мелліньш.
У липні 1941 року, після початку операції «Барбаросса», він разом із частинами вермахту повернувся до Латвії. З 1 липня у Кулдізі організовував місцевий загін самооборони. Перші дискримінуючі (заборона торгівлі) та репресивні (арешти, при проведенні яких були і перші жертви) заходи проти євреїв Кулдіги були вжиті саме за наказом Целміньша.
10 липня вирушив до Риги, де очолив відновлений «Перконкрустс». Це була єдина латиська організація, якій німецькі окупанти дозволили діяти відкрито. У багатьох містах Латвії та муніципалітетах її активісти вирушили до поліції, місцевої влади, до преси.
Целміньш співпрацював з німецькою владою, розраховуючи на створення латиських військових формувань і відновлення незалежності Латвії. За його особистим наказом 4 липня 1941 року за надання медичної допомоги пораненим захисникам Лієпая у Кулдізі був розстріляний головний лікар місцевої лікарні Олександр Швангерадзе та санітари Віра Гацевич, Арнольд Інсберг-Шванс й Ернест Тінтас. (Згодом у Кулдізі на згадку про Швангерадзе була встановлена меморіальна дошка).
З лютого 1942 року він очолював «Головний комітет з організації латиських добровольців» (латис. Latviešu brīvprātīgo organizācijas galvenā komiteja), основною функцією якого було вербування латвійських чоловіків для латвійських «Батальйонів допоміжної поліції» (нім. Schutzmannschaften) і в «команду Арайса», які пізніше увійшли до складу Латиського легіону СС. Крім участі у бойових діях, ці батальйони використовувалися в антипартизанських операціях у Латвії, Росії та Білорусі та у масових вбивствах євреїв. Але це було не зовсім те, чого хотів Целміньш, і він почав саботувати зусилля з набору персоналу, через що був знижений на посаді до незначного клерка в окупаційній адміністрації.
Навесні 1944 року він був заарештований гестапо за антинімецькі публікації у підпільній газеті «Вільна Латвія», що випускається ним (латис. Brīvā Latvija). Був ув'язнений у концтабір Флоссенбюрг, а потім у Дахау у статусі привілейованого політичного ув'язненого. Був звільнений армією США 5 травня 1945 року.

## Післявоєнна діяльність
Після звільнення переїхав до Італії та відновив у Римі випуск своєї газети.
У 1949 році він перебрався до США. Оселився у штаті Техас, де з 1950 до 1952 рік працював військовим інструктором в університеті у Сірак'юсі (штат Нью-Йорк), пізніше став бібліотекарем у Триніті-коледжі у Сан-Антоніо (штат Техас).
Він також працював директором програми іноземних мов для ПС США та виступав на телебаченні з лекціями про СРСР і комунізм. У 1959 році його прийняли на роботу професором у «Центрі російських досліджень» при університеті Святої Марії у Сан-Антоніо як спеціаліста-совєтолога.

## Послідовники
У Латвії функціонує «Центр Густава Целміньша» — організація латиських націонал-радикалів, завданням якої, згідно зі статутом, є «пропаганда ідеалів Целміньша».

### Книги та статті Густавса Целміньша
- Густавс Целминьш. «Eiropas krustceļos» («На перехрестях Європи») (1947) (автобіографічна книга)(латис.)